# Sune Fogde

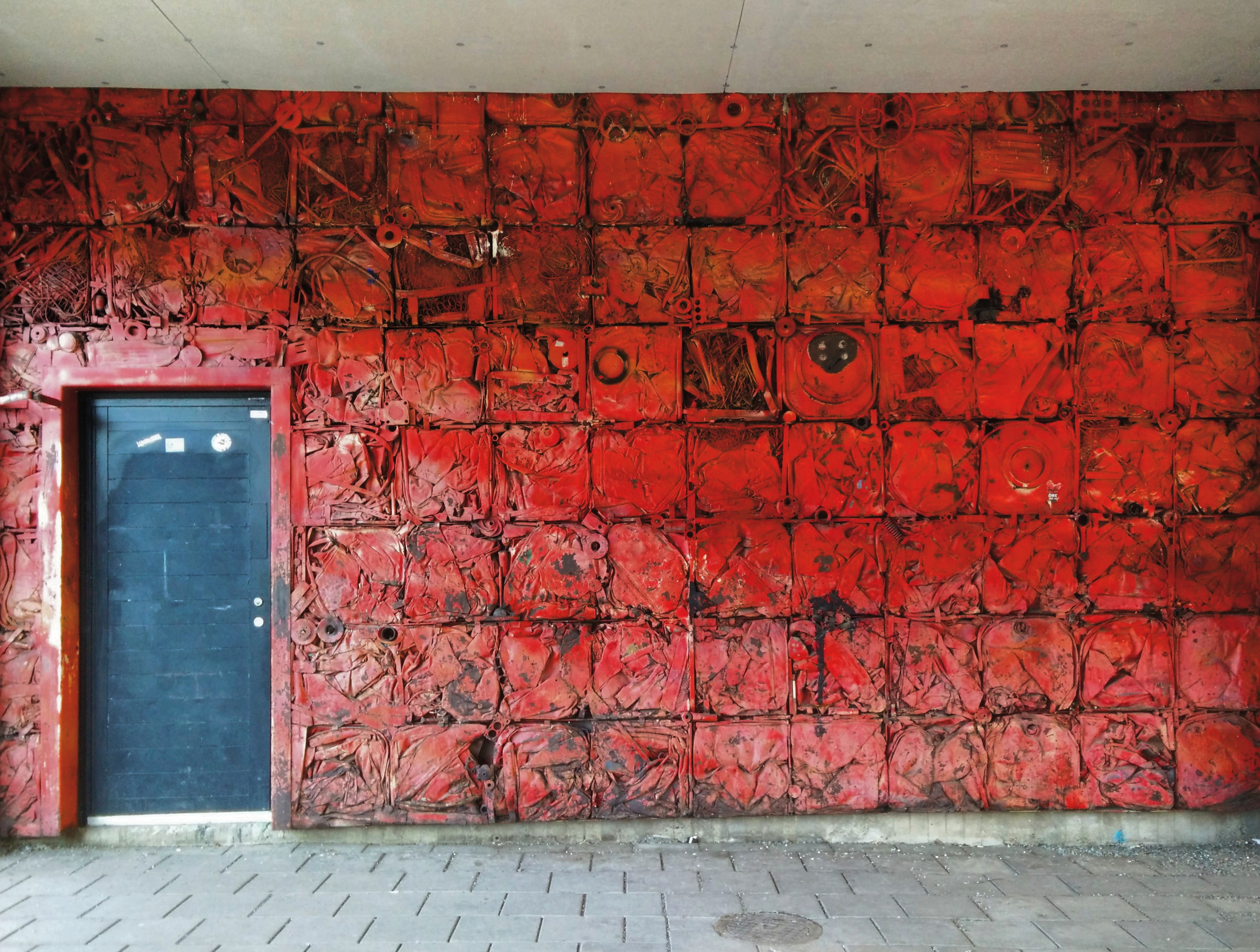
Tidsbild (1973), väggutsmyckning vid Vårbergsskolan, Sune Fogde tillsammans med Lizzie Olsson Arle.

Sune Viktor Fogde, född den 4 juli 1928 i Säter, död 9 november 2010 i Ekerö, var en svensk konstnär och professor i måleri.

## Biografi
Sune Fogde flyttade som 19-åring för studier vid Konstfack i Stockholm och studerade där 1947–1952. Därefter arbetade han tillsammans med Postens chefsarkitekt Lars-Erik Lallerstedt. Han fick bland annat utsmyckningsuppdrag vid renoveringen av Centralposthuset i Stockholm och Huvudpostkontoret i Sundsvall. Under 1950- och 1960-talet deltog han i samlingsutställningar och sin första separatutställning hade han 1958 på Lilla galleriet i Stockholm. Efter studieresor i Frankrike och Grekland anordnades en större utställning i Konstnärshuset i Stockholm 1965. Under 1970-talet hade han en del uppmärksammade utställningar på bland annat Konstnärshuset, Malmö museum, Dalarnas museum och Borås museum.
Sune Fogde kom att verka som lärare vid Konstfack från 1971 och som professor i måleri vid samma högskola 1983–1986. Han arbetade ofta i uttrycksfull expressionistisk stil. Efter avslutad verksamhet beviljades han statlig inkomstgaranti för konstnärer. Han var verksam i styrelsen för Svenska konstnärernas förening i sammanlagt 15 år, och blev hedersmedlem där 2007.
Sune Fogde fick ett stort antal offentliga uppdrag, mest i Stockholm, mellan 1960 och 1980. Mest känd är hans väggmålning Opponer i emalj och puts vid Tunnelbanestation Slussen i Stockholm.
Sune Fogde är representerad på bland annat Moderna Museet, och Arkivmuseet i Lund.

## Offentliga verk i urval
- Opponer (1955), väggmålning i emalj och puts, i gångpassagen mot Hökens gata på Tunnelbanestation Slussen i Stockholm.
- Tidsbild (1973), skulptur och måleri, i Vårbergsskolan, tillsammans med Lizzie Olsson Arle
- Relativitetsteorin, skulptur i relief samt målning, trapphuset i Uppsala universitets Geocentrum